# حرف بنسلفاني
الحُرْف البنسلفاني نوع نباتي يتبع جنس الحُرْف من الفصيلة الصليبية.

## الموئل والانتشار
موطنه كندا والولايات المتحدة.

## الوصف النباتي
النبات عشبي ثنائي الحول ارتفاعه حوالي من 10-70 سم.